# ISS-Expedition 20
ISS-Expedition 20 war die Missionsbezeichnung für die 20. Langzeitbesatzung der Internationalen Raumstation (ISS). Mit der Ankunft von Sojus TMA-15 am 29. Mai 2009 begann die ISS-Expedition 20 und die Besatzungsstärke der ISS erhöhte sich von drei auf sechs Raumfahrer. Sojus TMA-15 war neben Sojus TMA-14 als zweite Rettungskapsel (für jeweils drei Personen) ständig an der ISS angedockt. Die Mission endete am 11. Oktober 2009 mit der Abkopplung von Sojus TMA-14.

## Mannschaft
Am 21. November 2008 gab die NASA die offizielle Besatzung der ISS-Expedition 20 bekannt:
- Gennadi Iwanowitsch Padalka (3. Raumflug), Kommandant (Russland/Roskosmos) (Sojus TMA-14)
- Michael Barratt (1. Raumflug), Bordingenieur (USA/NASA) (Sojus TMA-14)
- Frank De Winne (2. Raumflug), Bordingenieur (Belgien/ESA) (Sojus TMA-15)
- Roman Jurjewitsch Romanenko (1. Raumflug), Bordingenieur (Russland/Roskosmos) (Sojus TMA-15)
- Robert Thirsk (2. Raumflug), Bordingenieur (Kanada/CSA) (Sojus TMA-15)
- bis Juli 2009: Koichi Wakata (3. Raumflug), Bordingenieur (JAXA/Japan) (STS-119 – STS-127)
- von Juli bis August 2009: Timothy Kopra (1. Raumflug), Bordingenieur (USA/NASA) (STS-127 – STS-128)
- von August bis November 2009: Nicole Stott (1. Raumflug), Bordingenieurin (USA/NASA) (STS-128 – STS-129)[2]

### Ersatzmannschaft
Seit Expedition 20 wird wegen des permanenten Trainings für die Sechs-Personen-Besatzungen keine offizielle Ersatzmannschaft mehr bekanntgegeben. Inoffiziell gelten die Backup-Crews der Zubringerraumschiffe (siehe dort) als Ersatzmannschaft. In der Regel kommen diese dann jeweils zwei Missionen später selbst zum Einsatz.

## Missionsverlauf
Der Japaner Kōichi Wakata traf bereits am 17. März 2009 mit STS-119 auf der Raumstation ein und arbeitete dort als Mitglied der ISS-Expedition 18. Die beiden Raumfahrer Padalka und Barratt starteten am 26. März 2009 an Bord von Sojus TMA-14 und bildeten gemeinsam mit Wakata die ISS-Expedition 19.
Die ISS-Expedition 20 begann offiziell mit der Ankunft von Sojus TMA-15 am 29. Mai 2009. An Bord waren die drei Raumfahrer Frank De Winne, Roman Jurjewitsch Romanenko und Robert Thirsk. Von diesem Zeitpunkt an bestand die Langzeitbesatzung der ISS erstmals aus sechs Personen.
In Vorbereitung der Ankunft des russischen Poisk-Moduls im November 2009 fanden im Juni 2009 zwei EVAs statt, die beide von Gennadi Padalka und Michael Barratt ausgeführt wurden. Beim ersten Ausstieg am 5. Juni wurden passive Antennen für das Kurs-Dockingsystem am Swesda-Modul angebracht, verkabelt und anschließend fotografiert. Die Astronauten brauchten hierfür 4 Stunden und 54 Minuten. Der zweite Ausstieg fand am 10. Juni statt und dauerte 12 Minuten. Padalka und Barratt entfernten im Andocksystem des Swesda-Moduls eine Abdeckung.
Im Juli 2009 kam Timothy Kopra mit STS-127 an Bord der Raumstation und löste Kōichi Wakata ab, der mit dem Shuttle zur Erde zurückflog. Im August 2009 wurde mit der Space-Shuttle-Mission STS-128 das bisherige Besatzungsmitglied Timothy Kopra durch Nicole Stott ersetzt.
Das Ende der ISS-Expedition 20 und damit der Beginn der ISS-Expedition 21 fand am 11. Oktober 2009 statt, als Padalka und Barratt mit dem Raumschiff Sojus TMA-14 zur Erde zurückkehrten. Kurze Zeit vorher wurden mit Maxim Surajew und Jeffrey Williams zwei neue Besatzungsmitglieder mit Sojus TMA-16 zur ISS transportiert.